# Crisantophis nevermanni
Crisantophis nevermanni — вид змій родини полозових (Colubridae). Мешкає в Центральній Америці. Вид названий на честь німецького ентомолога Вільгельма Неверманна. Це єдиний представник монотипового роду Crisantophis.

## Поширення і екологія
Crisantophis nevermanni мешкають на тихоокеанських низовинах Гватемали, Сальвадору, західного Гондурасу, Нікарагуа і Коста-Рики. Вони живуть в сухих і вологих рівнинних тропічних лісах, спостерігалися у вологих передгірських тропічних лісах в Коста-Риці. Часто зустрічаються поблизу струмків, навіть якщо вони не течуть в сухий сезон. Живляться жабами і ящірками. Відкладають яйця.